# Numenij iz Apameje
Numenij iz Apamene (starogrško Νουμήνιος ὁ ἐξ Ἀπαμείας, Noumenios ho ex Apameias, latinsko Numenius Apamensis) je bil starogrški filozof in je živel v Apameji v Siriji in v Rimu. Vrhunec svojega delovanja je dosegel v 2. polovici drugega stoletja našega štetja. Bil je neopitagorejec in predhodnik neoplatonistov.

## Filozofija
Izpiske in odlomke njegovih očitno zelo številnih del so ohranili Origen, Teodoret in zlasti Evzebij, iz njih pa lahko izvemo, kakšna je bila njegova platonistično-pitagorejska filozofija in kako se je približala Platonovim naukom.
Numenij je bil neopitagorejec, njegov cilj pa je bil slediti Platonovim naukom do Pitagore in hkrati pokazati, da niso bili v nasprotju z dogmami in misteriji Brahmanov, Judov, Magov in Egipčanov. Njegov namen je bil obnoviti filozofijo Platona. Po njegovem mnenju je bila očiščena aristotelskih in stoiških naukov ter nezadovoljivih in sprevrženih razlag, ki so se po njegovem mnenju pojavljale celo pri Speusippu in Ksenokratu in so zaradi vpliva Arkezilaja in Karneada pripeljale do skepse brez dna.

## Delovanje
Numenij je pitagorejski platonist, tako kot pol stoletja prej Moderat ali na prelomu tisočletja Eudor iz Aleksandrije. To pomeni, da je Numenij sprejemal Pitagoro in Platona kot avtoriteti, ki jima je treba slediti v filozofiji, vendar je menil, da je Platonova avtoriteta podrejena avtoriteti Pitagore, za katero je menil, da je vir vse prave filozofije - vključno s Platonovo. Numeniju je bilo v pomoč, da je Platon napisal veliko filozofskih del, saj so se Pitagorova stališča prvotno prenašala le ustno (prim. fr. 24. 57-60). Njegove knjige O dobrem (Peri Tagathou - Περὶ Τἀγαθοῦ) se zdijo boljše. V njih je, predvsem v nasprotju s stoiki, natančno razložil, da obstoja ni mogoče najti niti v prvinah, ker so v nenehnem stanju spreminjanja in prehoda, niti v materiji, ker je nejasna, nestalna, neživa in sama po sebi ni predmet našega spoznanja. Nasprotno, mora biti obstoj, da bi se uprl izničenju in propadu materije in raje breztelesen in odstranjen od vsake spremenljivosti, večno prisoten, ne podvržen spremembam časa, preprost in v svoji naravi nemoten tako zaradi lastne volje kot tudi zaradi vplivov od zunaj. Pravi obstoj je identičen prvemu bogu, ki obstaja sam po sebi, torej z dobrim, in je opredeljen kot duh. Ker pa prvi (absolutni) bog, ki obstaja sam po sebi in je v svojem gibanju nemoten, ne more biti ustvarjalen (demiurgikos - δημιουργικός), je menil, da moramo predpostaviti drugega boga, ki ohranja materijo skupaj, usmerja svojo energijo vanjo in v razumna bistva ter prenaša svojega duha na vsa bitja. Njegov um je usmerjen k prvemu bogu, v katerem vidi ideje, po katerih harmonično ureja svet, saj ga je prevzela želja po ustvarjanju sveta. Prvi bog posreduje svoje ideje drugemu, ne da bi jih sam izgubil, tako kot mi posredujemo znanje drug drugemu, ne da bi se prikrajšali zanj. Glede razmerja med prvim in drugim bogom ter načina, kako naj bi ju pojmovali kot eno (verjetno v nasprotju z nejasnim trajanjem materije), iz fragmentov, ki so nam bili posredovani, ni mogoče pridobiti nobenih informacij.

### Numenij, judizem in krščanstvo
Številni antični pisci navajajo Numenija, ki je Platona označil za "atiškega Mojzesa", tj. helenskega Mojzesa. "Kaj pa je Platon," je dejal Numenij, "kot Mojzes, ki govori v atiški grščini?" V knjigi O dobrem (3. knjiga, fr 10a) Numenij celo pripoveduje o Jezusu (čeprav ne omenja njegovega imena) ter govori o Mojzesu in egipčanskih modrecih. Vendar pa te pozornosti Numenija ne motivirajo zgodovinski, temveč filozofski razlogi. Numenij je želel pokazati, da je judovski narod treba prišteti k starodavnim narodom, ki imajo delež v logosu, in da je imel Mojzes podobno pojmovanje prvega načela kot Platon, saj sta oba Boga enačila z bitjo.
Od Platona se razlikuje predvsem v razlikovanju med "prvim bogom" in "demiurgom". To je verjetno posledica vpliva judovsko-aleksandrijskih filozofov (zlasti Filona in njegove teorije o Logosu Neoplatonisti so njegova dela zelo cenili, Plotinov učenec Amelij (ki je bil kritičen do gnosticizma, glej neoplatonizem in gnosticizem) pa naj bi napisal skoraj dve knjigi komentarjev k njim. V nasprotju z ortodoksnim judovsko-krščanskim naukom (in bolj v skladu z naukom gnosticizma) je Numenij podobno kot Orfej in Platon pisal o človeškem telesu kot o ječi duše.

## Opis dela
Njegovo delo o odpadu Platonove Akademije je vsebovalo natančen opis zunanjih okoliščin teh ljudi in je bilo polno pravljičnih zgodb o njihovem življenju, ne da bi se spuščalo v naravo njihovega skepticizma. George Karamanolis iz Stanfordske enciklopedije filozofije je zapisal: »Ostanki Numenijevega dela ne puščajo dvoma, da se je pri oblikovanju svojega sistema načel opiral predvsem na Platonova besedila.« Starodavna pričevanja pa so razdeljena na tista, ki ga uvrščajo med platonistične filozofe (Porfirij, Življenje Plot. 14. 12, Evzebij, Prep. Ev. XI. 21. 7), in tista, ki ga imajo za pitagorejca (Origen, Proti Celsusu I. 15, VI. 51, V. 38 frs. 1b-1c, 53, Porfirij, Ad Gaurum 34. 20-35. 2; fr. 36, Kalcidij, In Timaeum 297. 8 Waszink; fr. 52. 2). V tej dvojni razvrstitvi ne bi smeli videti nobenega protislovja ali celo napetosti.

## Dela
Odlomki njegovih razprav o razhajanjih med akademiki in Platonom, Περὶ Τἀγαθοῦ (O Dobrem), v kateri po Origenu, Contra Celsum, iv. 51, namiguje na Jezusa Kristusa in o mističnih rečeh pri Platonu so ohranjeni v Evzebijevi Praeparatio Evangelica. Odlomki so zbrani v F. W. A. Mullach, Fragmenta Philosophorum Graecorum iii; glej tudi F. Thedinga, De Numenio philosopho Platonico (Bonn, 1875); Heinrich Ritter in Ludwig Preller, Hist. Phil. Graecae (ur. E. Wellmann, 1898), 624-7; T. Whittaker, The Neo-Platonists (1901), [2] E. -A. Leemans, Studie over den Wijsgeer Numenius van Apamea met Uitgave der Fragmenten, Bruselj 1937, in E. Des Places, Numénius, Fragments, Collection Budé, Paris: Les Belles Lettres, 1973. Omenjen je v diplomi Stanek Sandre z naslovom Misterijski kulti in obredi antičnega Rima.